# Tukums (novads 2009–2021)
Tukums (łot.: Tukuma novads) – jeden z łotewskich novadsów, funkcjonujący w latach 2009–2021.

## Historia
Novads powstało na terenach należących przed 2009 do rejonu Tukums.
W skład novadsu wchodziło miasto Tukums oraz dziesięć pagastów: Degole, Džūkste, Irlava, Jaunsāti, Lestene, Pūre, Sēme, Slampe, Tume i Zentene. Jego stolicą zostało miasto Tukums.
Zlikwidowany w ramach reformy administracyjnej 30 czerwca 2021. Wszedł w całości w skład nowego, większego novadsu Tukums.